# 西村乡 (宜君县)
西村乡，是中华人民共和国陕西省铜川市宜君县一个已撤销的乡级行政区，2015年，陕西省民政厅批复同意撤销西村乡，将其所辖行政区域划归五里镇。